# Chiesa di Sant'Agata alla Rocca
La chiesa di Sant'Agata alla Rocca è un edificio sacro di Chiusi della Verna che si trova in località Rocca.
Si ritiene che il piccolo borgo di Rocca fosse un caposaldo delle linee difensive bizantine durante l'offensiva longobarda tra VI e VII secolo. La stessa chiesa intitolata a Sant'Agata, dedicazione cara alle guarnigioni ostrogote della cintura difensiva bizantina, risale probabilmente al VII secolo forse da parte dei monaci di San Colombano. Più volte ricostruita, ha una semplice struttura a capanna. Il campanile a vela conserva una campana del 1240. All'interno è conservato un Crocifisso ligneo di Franco Cardinali.